# Sossé Mayrig
Sossé Mayrig (en arménien Սոսէ Մայրիկ), née Sossé Vartanian (Սոսե Վարդանեան) en 1868 et morte en 1953, est une fédaïe arménienne, actrice importante du mouvement de libération nationale arménien et épouse du célèbre chef haïdouk Sérop Aghpur. Elle est surnommée « mayrig » (mère) par les haïdouks de son mari pour ses actes de bravoure et sa bienveillance maternelle vis-à-vis de la jeunesse arménienne.

## Biographie
Sossé Mayrig naît en 1868 à Teghud, dans le vilayet de Bitlis. Elle est une modeste paysanne de la région de Mush.
Vraisemblablement à partir des années 1890, elle rejoint les rangs des fédaïs arméniens et participe à de nombreux combats. En 1898, après la bataille de Babshen, Sossé et son mari Sérop fuient à Sassoun.
En 1899, elle résiste aux troupes turques dans le massif du Daron. Elle affronte alors avec son fils, Aghpur Sérop et les frères de ce dernier un bataillon turc ; son mari, leur fils et les frères de Sérop sont tués tandis que Sossé Mayrig est blessée. Après le soulèvement de Sassoun de 1904, elle s'installe à Van puis part pour le Caucase. Un autre fils issu de son union avec Sérop Aghpur est tué lors du massacre qui frappe Erzerum.
Elle échappe au génocide arménien, aux luttes des années 1917-1918 et à la répression bolchevique en Arménie.
À partir de 1920, Sossé Mayrig vit à Constantinople, puis à Alexandrie (Égypte), où elle meurt en 1953.

## Hommages
Sossé Mayrig est vue comme une héroïne par beaucoup d'Arméniens. Des chants populaires évoquant ses combats sont composés de son vivant.
Ses restes sont transportés au cimetière militaire Erablur à Erevan, en Arménie, en mai 1998.

## Galerie

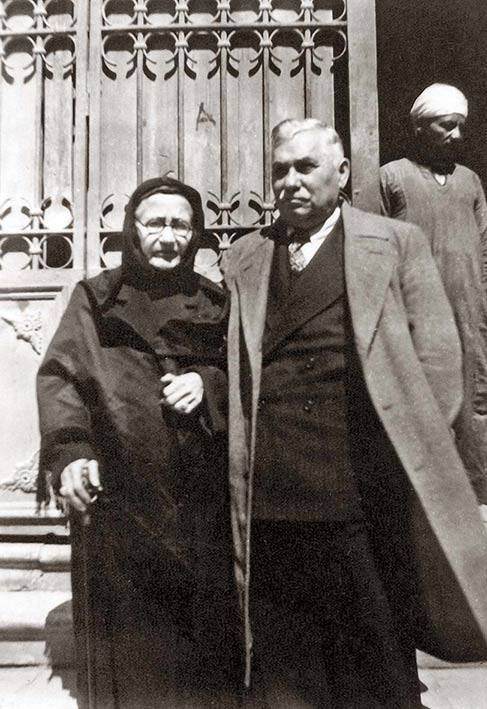
Sossé Mayrig en compagnie de Drastamat Kanayan (général Dro) en Égypte en 1947.
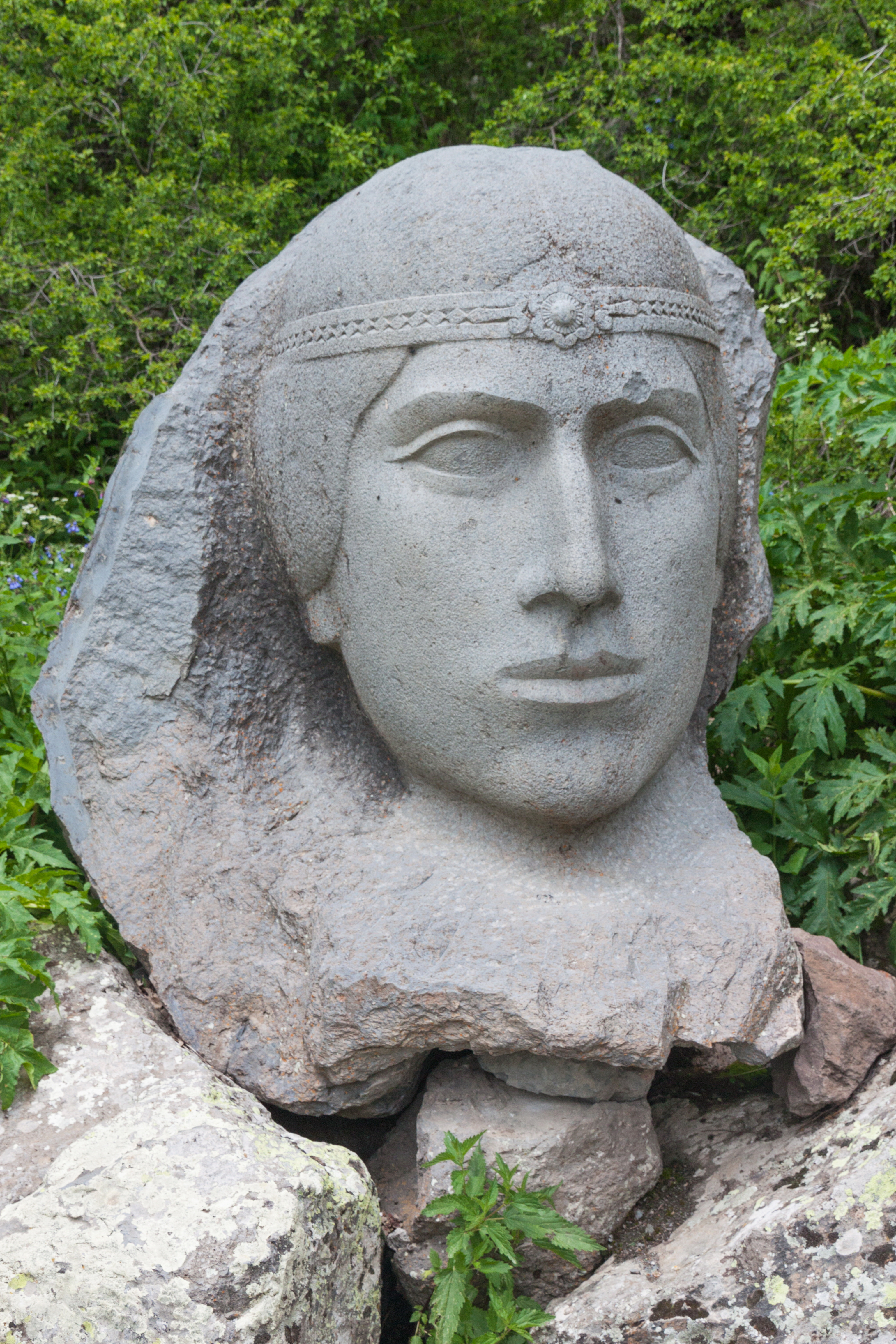
Statue représentant Sossé Mayrig.